# Bernard Blier

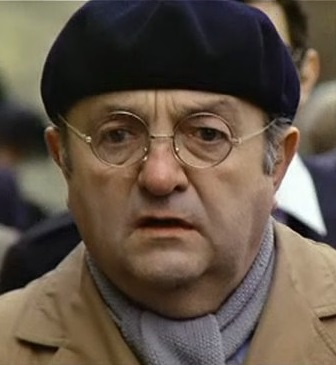
Bernard Blier i Det gamla gänget (1975).

Bernard Blier, född 11 januari 1916 i Buenos Aires i Argentina, död 29 mars 1989 i Saint-Cloud i Frankrike, var en fransk skådespelare.

## Biografi
Blier föddes i Argentina där hans far arbetade för Institut Pasteur. Familjen flyttade hem till Frankrike under Bliers skoltid. På 1930-talet etablerade han sig som en mångsidig karaktärsskådespelare, på scen och med biroller i filmer som Marcel Carnés Hôtel du Nord (1938) och Dagen gryr (1939). Han var far till filmskaparen Bertrand Blier och medverkade i flera av sonens filmer.
Blier nominerades till Césarpriset för bästa biroll 1980 för Série noire. Han fick italienska David di Donatello för bästa biroll för Mario Monicellis Speriamo che sia femmina från 1986. År 1989 tilldelades han en heders-César för sitt livsverk.

## Filmografi i urval
- 1938 – Livets debutanter
- 1938 – Hôtel du Nord
- 1939 – Dagen gryr
- 1941 – Mordet på jultomten
- 1941 – Premier bal
- 1947 – Polishuset
- 1948 – Det segrande korset
- 1949 – Manege
- 1950 – Hittegods
- 1951 – Ensam flicka i Paris
- 1954 – Sängen
- 1955 – Någon måste dömas
- 1956 – Brott och straff
- 1957 – Operation i gangstervärlden
- 1958 – Kattan
- 1958 – Vi de rikaste
- 1958 – Samhällets olycksbarn
- 1958 – Sans famille
- 1959 – Luffarkavaljeren
- 1959 – Det stora kriget
- 1959 – Marie-Octobre
- 1960 – Liket i fel väska
- 1960 – I krigets spår
- 1961 – Dolt bevis
- 1961 – Falskmyntarna
- 1961 – Leve kärleken
- 1963 – 100.000 dollar i solen
- 1963 – Sex och briljanter
- 1963 – Klädsel: vardagsdräkt med revolver
- 1964 – Kom, så älskar vi!
- 1964 – 5 skäggiga agenter
- 1966 – Den stora restauranten
- 1967 – Främlingen
- 1968 – Pang pang-bruden
- 1969 – Min onkel Benjamin
- 1971 – Spion på kroken
- 1971 – Liket i lusthuset
- 1972 – Den långe blonde med en svart doja
- 1973 – Kineser i Paris
- 1974 – Den avhuggna handen
- 1975 – Det gamla gänget
- 1976 – Över hans döda kropp
- 1979 – Paris Killer (Buffet froid)
- 1979 – Série Noire
- 1979 – Vi älskar honom alla
- 1980 – Kärlekspassionen
- 1986 – Je hais les acteurs
- 1986 – Speriamo che sia femmina
- 1986 – Twist i Moskva
- 1988 – Onda andar